# Конрад III фон Кирхберг
Конрад III (II) фон Кирхберг (на немски: Konrad III (II) von Kirchberg; † сл. 20 септември 1326) е граф на Кирхберг при Улм.

## Произход
Той е син на граф Еберхард III фон Кирхберг († 1282/1283) и съпругата му Ута фон Нойфен, дъщеря на Алберт I фон Нойфен, господар на Нойберг († 1239) и съпругата му Лютгард фон Еберщал.

## Фамилия
Конрад III (II) фон Кирхберг се жени за Берта фон Вац († 1335) и има децата:
- Еберхард IV фон Кирхберг († между 29 януари 1325 и 29 септември 1326), граф на Кирхберг, женен за Лиутгарда
- ? Улрих († 4 март сл. 1332)
- ? Маргарета († 9 декември 13??), омъжена за рицар Лютолд фон Кренкинген († 1357/1360)